# Михайловський сільський округ (Аршалинський район)
Миха́йловський сільський округ (каз. Михайлов ауылдық округі, рос. Михайловский сельский округ) — адміністративна одиниця у складі Аршалинського району Акмолинської області Казахстану. Адміністративний центр — село Михайловка.
Населення — 1553 особи (2021; 1850 у 2009, 2261 у 1999, 2665 у 1989).
Станом на 1989 рік існувала Михайловська сільська рада (села Михайловка, Ніколаєвка, Ольгинка).

## Склад
До складу округу входять такі населені пункти:
| Населений пункт  | Колишні назви | Населення, осіб (1989) | Населення, осіб (1999) | Населення, осіб (2009) | Населення, осіб (2021) |
| ---------------- | ------------- | ---------------------- | ---------------------- | ---------------------- | ---------------------- |
| Михайловка, село | -             | 1659                   | 1428                   | 1212                   | 1010                   |
| Ніколаєвка, село | -             | 558                    | 437                    | 337                    | 290                    |
| Ольгинка, село   | -             | 448                    | 396                    | 301                    | 253                    |